# عملية إتشي-جو
عملية إتشي-جو ((باليابانية: 一号作戦، بالروماجي: Ichi-gō Sakusen) - العملية رقم واحد) كانت حملة لسلسلة من المعارك الكبرى بين قوات الجيش الإمبراطوري الياباني والجيش الثوري الوطني لجمهورية الصين، والتي وقعت خلال العام 1944. تألفت من ثلاث معارك منفصلة في مقاطعات خنان وهونان وجوانجشي الصينية.
كانت هذه المعارك هي عملية كوغو اليابانية أو معركة وسط خنان، وعملية توغو 1 أو معركة تشانغنغ، وعملية توغو 2 وتوغو 3، أو معركة قويلين ليوتشو، على التوالي. كانت أهداف العملية بالنسبة للجيش الإمبراطوري الياباني هي فتح طريق بري إلى الهند الصينية الفرنسية، والاستيلاء على القواعد الجوية في جنوب شرق الصين التي كانت القاذفات الأمريكية تهاجم منها سفن الشحن والأراضي اليابانية.
في اليابانية، كانت العملية تسمى أيضًا (Tairiku Datsū Sakusen)(大陸打通作戦)، أو بالعربية «عملية عبر القارة»، بينما يشير إليها الصينيون باسم معركة خنان-هونان-جوانجشي.

## الخطط اليابانية
كان لعملية إتشي-جو أهداف ثانوية متعددة يتوجب تحقيقها: فقد حاولت ربط السكك الحديدية في بكين وهانكو في شمال الصين بالساحل الصيني الجنوبي في كانتون لتحييد سفن الشحن وتجنب الغواصات الأمريكية؛ إضافة إلى محاولة السيطرة على المطارات في سيتشوان وجوانجشي لمنع الولايات المتحدة من قصف تايوان والبر الرئيسي الياباني؛ وتدمير وحدات النخبة القومية الصينية للتسبب في انهيار الحكومة القومية. 

## مقدمة
ابتداءً من عام 1942، حولت الصين القومية قواتها لاستعادة مقاطعة شينجيانغ من الدولة العميلة السوفيتية شنغ شيتشاي، التي كان جيشها مدعومًا من قبل الفوج الثامن للجيش الأحمر السوفيتي في هامي، شينجيانغ. انخرط السوفييت في المقاطعة خلال الغزو السوفيتي لشينجيانغ عام 1934، حيث احتل السوفييت شمال شينجيانغ. سيطر السوفييت على بقية منطقة شينجيانغ بعد التمرد الإسلامي في شينجيانغ عام 1937، ووضعوا المقاطعة بأكملها تحت سيطرة شنغ شيكاي. ثم تصاعد القتال في أوائل عام 1944 مع تمرد إيلي ضد الكومينتانغ الصيني. أجبر المتمردون الشيوعيون الأويغور «المدعومون من الاتحاد السوفيتي» الصين على إرسال 120 ألف جندي لمواجهة التمرد. ومما زاد من تفاقم الصعوبات السابقة، أن القوات القومية لجمهورية الصين أصبحت شديدة الثقة بعد سلسلة من ثلاثة انتصارات في الدفاع عن تشانغشا؛ معركة تشانغشا (1939)، معركة تشانغشا (1941)، ومعركة تشانغشا (1942).
تجاهل الحاكم شيانغ كاي شيك وسلطات جمهورية الصين عمداً تلميحاً من الجيش الفرنسي في الهند الصينية بشأن الهجوم الياباني الوشيك. اعتقد الجيش الصيني أن التلميح كان نتيجة للتضليل الياباني، حيث شارك 30.000 جندي ياباني فقط في المناورة الأولى لعملية إتشي-جو. ونظرًا لأن القوات اليابانية عبرت النهر الأصفر في شمال الصين فقط، اعتقد الصينيون أنه كان هجومًا صغيرًا.
عامل رئيسي آخر هو أن جبهة القتال بين الصين واليابان ظلت ثابتة منذ عام 1940، واعتقد الحاكم شيانغ كاي شيك أن اليابان كانت مترددة في كسر الجمود. بينما في شمال الصين، كانت اليابان راضية عن مجرد دعم الحكومة العميلة لوانغ جينغوي واستغلال الموارد في الأراضي المحتلة.
لقد تصرف اليابانيون بهذه الطريقة بالفعل في معظم الأربعينيات من القرن الماضي، ولم يفعلوا سوى عدد قليل من المحاولات الفاشلة والضعيفة للاستيلاء على العاصمة المؤقتة للصين في تشونغتشينغ. لم تظهر اليابان في السابق أي نية للربط بين بكين وهانكو والسكك الحديدية العابرة للقارات كانتون (غوانغزهو) وهانكو. بالإضافة إلى انتصاراتها السابقة في تشانغشا، هزمت الصين أيضًا اليابان في مسرح الهند وبورما مع X Force وY Force. اعتقدت الصين أن مسرح بورما له أهمية إستراتيجية أكبر بكثير من جنوب الصين، مما ساهم في قرارهم بتجاهل تنبيهات المخابرات الفرنسية.
اعتقدت الصين أن الهجوم الياباني الأولي في إتشي-جو كان خدعة محلية في شمال الصين، لذلك تم سحب 400000 الف جندي في شمال الصين عمداً دون قتال في مواجهة التقدم الياباني. سرعان ما نمت القوة الأولية للجيش الياباني المكونة من 30.000 جندي ياباني إلى مئات الآلاف، وانهار خط الدفاع الصيني مع الضغط على وسط وجنوب الصين. ومع ذلك، دافعت فرقة قوامها 17 ألف صيني عن هنغيانغ ضد أكثر من 110 آلاف جندي ياباني فيما أصبح يعرف بأطول حصار في تلك الحرب. قاوم الصينيون الحصار ومحاولات الإقتحام ما أسفر الحصار عن مقتل بين 19.000-60.000 من الجنود اليابانيين.
حتى بدء عملية إتشي-جو، كانت القوات القومية لجمهورية الصين قد نشرت 5 جيوش من منطقة الحرب الثامنة لاحتواء القوات الصينية الشيوعية بدلاً من استخدامها لمحاربة اليابان. ولكن في نهاية المطاف، أجبرت أوجه القصور الغذائية للجنود اليابانيين وزيادة الخسائر اليابانية اليابان على إنهاء العملية في قويتشو، مما أدى إلى توقف العملية برمتها. بعد انتهاء العملية في عام 1945، نفذ شيانغ كاي شيك خطة لسحب القوات الصينية من مسرح بورما (حيث كانوا يقاتلون ضد اليابانيين في جنوب شرق آسيا) لشن هجوم مضاد يسمى «البرج الأبيض» و «رجل الثلج» ضد الجنود اليابانيين في الصين.

## الحملة العسكرية

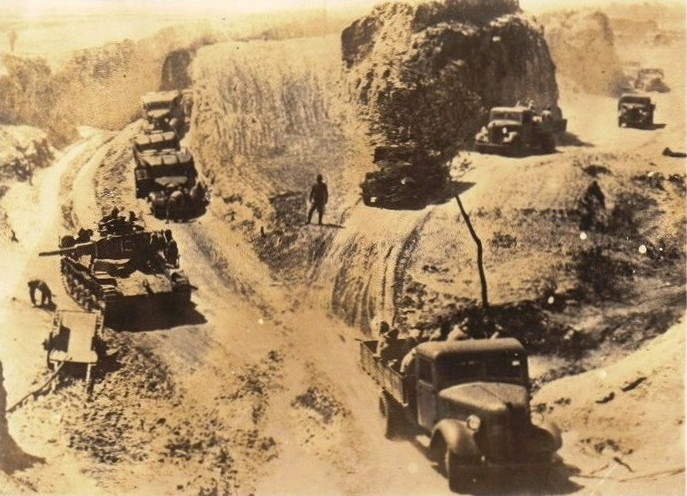
القوات الآلية اليابانية تتقدم نحو لويانغ

كانت هناك مرحلتان لعملية إتشي-جو. في المرحلة الأولى، قام اليابانيون بتأمين سكة حديد بينغان بين بكين وووهان؛ في الثانية، أجبروا القوات الجوية الأمريكية المتمركزة في مقاطعة هونان على الإنسحاب ووصلوا إلى مدينة ليوتشو، بالقرب من الحدود مع الهند الصينية التي تسيطر عليها اليابان. شارك في هذه العملية 17 فرقة عسكرية، بما في ذلك 500000 رجل و 15000 مركبة آلية و 6000 قطعة مدفعية و 800 دبابة و 100000 حصان.
ضم اليابانيون وحدات جيش كوانتونغ ومعدات من دولة مانشوكو الصينية الموالية لليابان، ووحدات ميكانيكية، ووحدات من مراكز العمليات الحربية شمال الصين ووحدات من البر الرئيسي لليابان للمشاركة في هذه الحملة. كانت أكبر حملة برية نظمها اليابانيون خلال الحرب الصينية اليابانية الثانية بأكملها. تم إجبار العديد من أحدث الوحدات والإمدادات الصينية المدربة في الولايات المتحدة على البقاء في ساحة الأحداث الحربية في بورما في ظل جوزيف ستيلويل التي حددتها شروط اتفاقية الإعارة والتأجير بين الصين والولايات المتحدة.

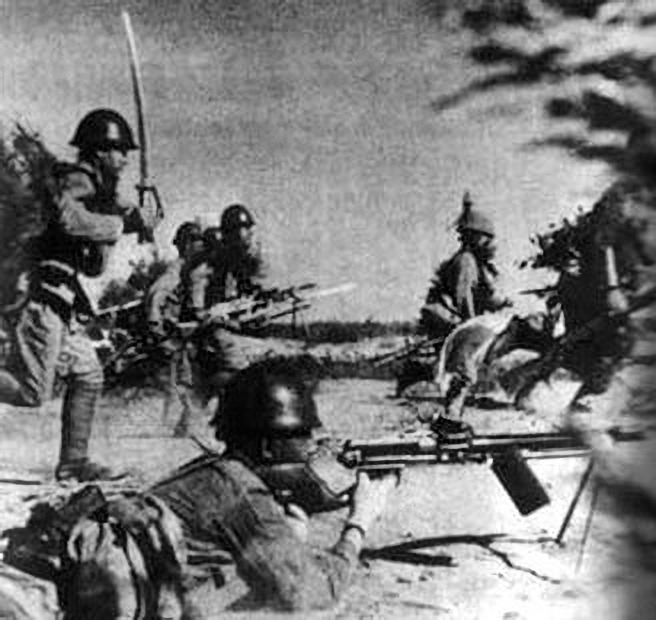
غزو خنان، 1944

في عملية كوغو، بلغ عدد الجنود الصينيين 390.000 بقيادة الجنرال تانغ إينبو (湯恩伯)، للدفاع عن موقع لويانغ الاستراتيجي. عبرت فرقة الدبابات الثالثة اليابانية النهر الأصفر حول تشنغتشو في أواخر نيسان وهُزمت القوات الصينية بالقرب من تزو تشانغ، ثم تحركت بمناورة في اتجاه عقارب الساعة وحاصرت لويانغ. تم الدفاع عن لويانغ من قبل ثلاث فرق صينية. بدأت فرقة الدبابات اليابانية الثالثة في مهاجمة لويانغ في 13 أيار واستولت عليها في 25 تموز.

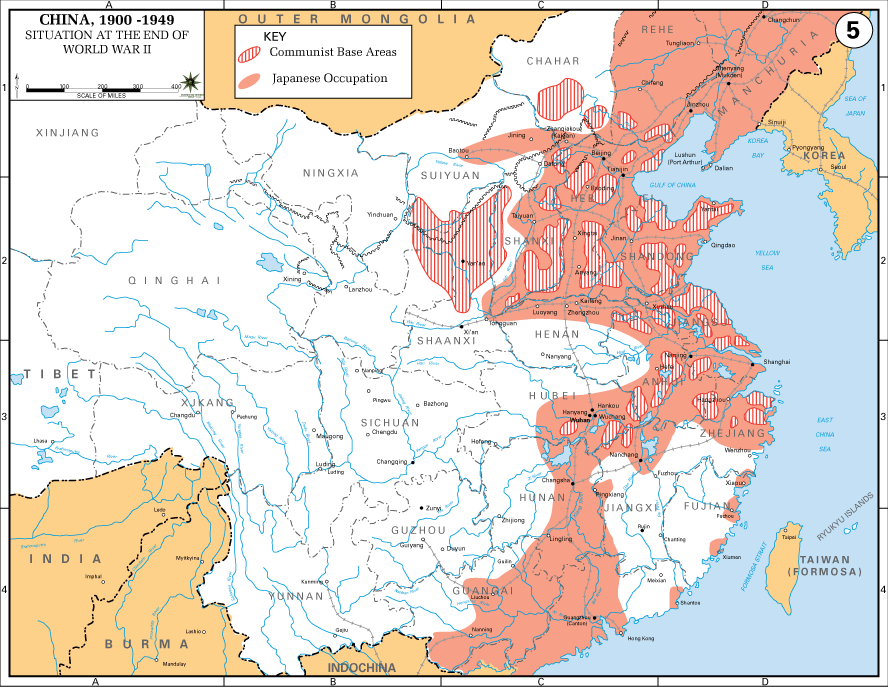
الاحتلال الياباني (باللون الأحمر) لشرق الصين قرب نهاية الحرب، وقواعد حرب العصابات الشيوعية (مخططة)

بدأت المرحلة الثانية من إتشي-جو في أيار، بعد نجاح المرحلة الأولى. تقدمت القوات اليابانية جنوبًا واحتلت تشانغشا وهنغيانغ وقويلين وليوتشو. في دفاع هنغيانغ، حقق اليابانيون انتصارًا باهظ الثمن، مما أسفر عن مقتل ما بين 19000 و 60.000 ياباني في الحصار. في كانون الأول 1944، وصلت القوات اليابانية إلى الهند الصينية الفرنسية وحققت الغرض من العملية. ومع ذلك، كان هناك القليل من المكاسب العملية من هذا الهجوم. تحركت القوات الجوية الأمريكية إلى الداخل من القواعد المُهددة بالقرب من الساحل. كما أجبرت العملية الكوماندوز البريطانية التي كانت تعمل مع الصينيين كجزء من المهمة 204 على مغادرة الصين والعودة إلى بورما. غالبًا ما عطل سلاح الجو الأمريكي الرابع عشر خط سكة حديد هونان - جوانجشي بين هنغيانغ وليوتشو الذي تم إنشاؤه خلال عملية إتشي-جو. واصلت اليابان مهاجمة المطارات التي كانت تتمركز فيها القوات الجوية الأمريكية حتى ربيع عام 1945.
اضطرت قيادة القاذفة الأمريكية XX التي تُشغل قاذفات القنابل الاستراتيجية B-29 التابعة لسلاح الجو العشرين، والتي كانت تهاجم اليابان في عملية ماترهورن، إلى التحرك أيضًا. على الرغم من أن هذا أثر على كفاءتها لفترة قصيرة، في أوائل عام 1945، انتقلت القوات الجوية العشرين إلى القواعد المنشأة حديثًا في ماريانا تحت قيادة قيادة القاذفة الحادي والعشرين المنشأة حديثًا. أدى هذا إلى إلغاء الحماية المحدودة من القصف الأمريكي التي تلقتها الجزر اليابانية من عملية إتشي-جو.

### فلاحو خنان يهاجمون قوات الكومينتانغ
أعطى الجنرال جيانغ دينجوين من منطقة الحرب الأولى هذا الوصف لسلوك المدنيين في خنان: «خلال الحملة، كانت الظاهرة الغير متوقعة هي أن سكان الجبال في غرب خنان قد هاجموا قواتنا، وأخذوا البنادق والرصاص والمتفجرات، وحتى مدافع هاون عالية القوة ومعدات راديو. . . لقد حاصروا قواتنا وقتلوا ضباطنا. سمعنا هذا كثيرًا. هرب رؤساء القرى والباوجيا (مجموعات قروية ذات مسؤولية متبادلة) للتو. في الوقت نفسه، أخذوا حبوبنا المخزنة، تاركين منازلهم وحقولهم فارغة، مما يعني أن ضباطنا وجنودنا لم يكن لديهم طعام لعدة أيام». كان هذا انتقامًا لفيضان النهر الأصفر عام 1938 والمجاعة الصينية عام 1942-1943. وقالت رواية الجنرال جيانغ أيضًا: «في الواقع، من المؤلم حقًا أن أقول: في النهاية كانت الأضرار التي عانينا منها من هجمات السكان أكثر خطورة من الخسائر في المعارك مع العدو». التقط فلاحو هينان الأسلحة التي تخلت عنها قوات الكومينتانغ للدفاع عن أنفسهم ضد اليابانيين. علاوة على ذلك، عندما أمر جيش الكومينتانغ السكان المحليين في خنان بتدمير الطرق السريعة المحلية لمنع تقدم اليابان، رفضوا. بل إنهم في الواقع عادوا أحياناً ليلاً وقاموا بإصلاح الطرق التي كان الجيش قد مزقها نهاراً. 

## نتيجة العملية
مع التدهور السريع للجبهة الصينية، وتحديداً تدهور القوات القومية الصينية، رأى الجنرال جوزيف ستيلويل عملية إتشي-جو كفرصة لكسب نضاله السياسي ضد زعيم الصين وقتها الحاكم شيانج كاي شيك، والحصول على القيادة الكاملة لجميع القوات المسلحة الصينية. لقد كان قادرًا على إقناع الجنرال جورج مارشال بأن يجعل الرئيس فرانكلين دي روزفلت يراسل الحاكم الصيني شيانج ويوجه له إنذارًا نهائيًا يهدده فيه بإنهاء جميع المساعدات الأمريكية ما لم يتم وضع ستيلويل في موقع القيادة الشاملة لجميع القوات الصينية.
قام ستيلويل بتسليم هذه الرسالة على الفور إلى شيانج على الرغم من مناشدات باترك هيرلي، مبعوث روزفلت الخاص في الصين، لتأخير توصيل الرسالة والعمل على صفقة من شأنها أن تحقق هدف ستيلويل بطريقة أكثر قبولًا لحاكم شيانج. بالنظر إلى هذا الفعل باعتباره تحركًا نحو إخضاع الصين بالكامل، أعطى تشيانج المتحدي ردًا رسميًا قال فيه إنه يجب استبدال ستيلويل على الفور وأنه سيرحب بأي جنرال أمريكي مؤهل آخر لملء منصب ستيلويل.  نتيجة لذلك، تم استبدال ستيلويل كرئيس أركان وقائد القوات الأمريكية في مسرح الصين مع اللواء ألبرت ويديمير. تم تقسيم مسؤوليات القيادة الأخرى لستيلويل في مسرح عمليات الصين وبورما والهند إلى ضباط آخرين.

على الرغم من أن شيانغ كان ناجحًا في إزالة ستيلويل من منصبه، إلا أن الأضرار التي لحقت بالعلاقات العامة التي عانى منها نظام حزبه القومي الصيني (الكومينتانغ) لا يمكن إصلاحها. قبل رحيل ستيلويل مباشرة، أجرى بروكس أتكينسون، مراسل نيويورك تايمز للدراما الذي تحول إلى مراسل حربي، مقابلة معه في تشونغتشينغ وكتب:
يمثل قرار إعفاء الجنرال ستيلويل انتصارًا سياسيًا لنظام محتضر ومعادٍ للديمقراطية يهتم أكثر بالحفاظ على تفوقه السياسي أكثر من اهتمامه بإخراج اليابانيين من الصين. الشيوعيون الصينيون ... لديهم جيوش جيدة يزعمون أنها تخوض حرب عصابات ضد اليابانيين في شمال الصين - فهم في الواقع يبنون أنفسهم سراً أو حتى علنًا لمحاربة القوات الحكومية للجنراليسيمو. . . من الطبيعي أن يعتبر الجنرال (شيانغ كاي شيك) هذه الجيوش بمثابة التهديد الرئيسي للبلاد وتفوقه ... لم يرَ أي حاجة للقيام بمحاولة صادقة لترتيب هدنة معهم على الأقل طوال مدة الحرب. . . لا يمكن لأي عبقري دبلوماسي أن يتغلب على عدم الرغبة الأساسية للجنراليسيمو في المخاطرة بجيوشه في معركة مع اليابانيين.
كان للنجاحات اليابانية في عملية إتشي-جو تأثير محدود على الحرب. لا يزال بإمكان الولايات المتحدة قصف الأراضي اليابانية من سايبان وقواعد المحيط الهادئ الأخرى. في الأراضي التي تم الاستيلاء عليها بعد العملية، سيطرت القوات اليابانية على المدن فقط، وليس المناطق الريفية المحيطة بها. كما أدى الحجم المتزايد للأراضي المحتلة إلى إضعاف الخطوط اليابانية. تمكنت الغالبية العظمى من القوات الصينية من الانسحاب من المناطق المحتلة، والعودة لاحقًا لمهاجمة المواقع اليابانية. نتيجة لذلك، انتهت المحاولات اليابانية المستقبلية للقتال في سيتشوان بالفشل، كما حدث بالفعل في معركة ويست هونان. بشكل عام، لم تكن اليابان أقرب لمسعاها في هزيمة الصين بعد هذه العملية، كما أن الهزائم المستمرة التي عانى منها اليابانيون في المحيط الهادئ تعني أن اليابان لم تحصل أبدًا على الوقت والموارد اللازمة لتحقيق النصر النهائي على الصين. بلغ إجمالي عدد القتلى من الجنود اليابانيين خلال المعارك أو بسبب المرض حوالي 100000 بحلول نهاية عام 1944. 
خلقت هذه العملية إحساسًا كبيرًا بالارتباك الاجتماعي في مناطق الصين التي تأثرت بها. تمكن المقاتلون الشيوعيون الصينيون من استغلال هذا الارتباك لكسب النفوذ والسيطرة على مناطق أكبر من الريف في أعقاب العملية. هذا جنبًا إلى جنب مع التدهور السريع المذكور أعلاه للقوات القومية، وعدم شعبية القوات القومية على الصعيدين الداخلي والخارجي، وتنامي شعبية القوات الشيوعية على الصعيدين الداخلي والخارجي، وفساد الكومينتانغ وعوامل أخرى سمحت للشيوعيين بالفوز في الحرب الأهلية الصينية المستأنفة بعد الحرب العالمية الثانية.يقول المؤرخ هانز فان دي فين إن تأثير العملية إتشي-جو على الوضع السياسي في الصين كان مهمًا للنظام العالمي بعد الحرب مثل عملية Overlord وعملية باغراتيون في أوروبا.